# Кейлі (місячний кратер)
Кра́тер Ке́йлі (лат. Cayley) — невеликий метеоритний кратер в зоні західного узбережжя Моря Спокою на видимому боці Місяця. Назва присвоєна на честь англійського математика Артура Кейлі (1821—1895) й затверджена Міжнародним астрономічним союзом у 1935 році. Утворення кратера відбулось в ератосфенівському періоді.

## Опис кратера

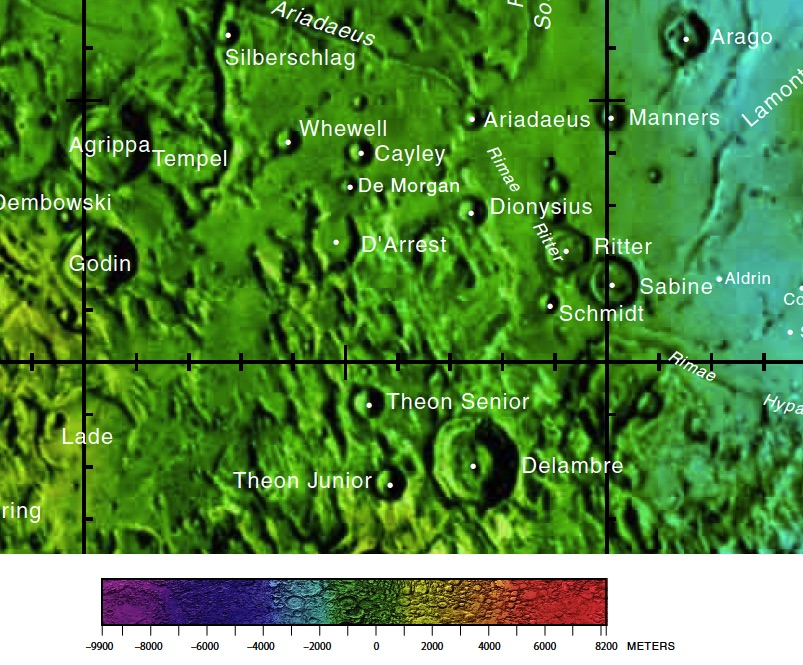
Околиці кратера Келі. Фрагмент карти видимого боку Місяця.

Найближчими сусідами кратера Кейлі є Вевелл на заході; кратер Арідей сході північному сході; кратер Діонісій на південному сході і кратер Морган на півдні. На північ від кратера знаходиться Борозна Арідея, на південному сході Борозни Ріттера. Селенографічні координати центра кратера 3°56′ пн. ш. 15°05′ сх. д. / 3.94° пн. ш. 15.09° сх. д., діаметр 14,2 км, глибина 3,13 км.
Кратер Кейлі має циркулярну чашоподібну форму з невеликою ділянкою плаского дна. Вал з чітко окресленою гострою крайкою, внутрішній схил валу гладкий, з високим щодо навколишньої місцевості альбедо. Висота валу над навколишньою місцевістю сягає 520 м. За морфологічними ознаками кратер належить до типу BIO (за назвою типового представника цього класу — кратера Біо). Входить до списку кратерів з темними радіальними смугами на внутрішньому схилі від Асоціації місячної і планетарної астрономії (ALPO).
Рівнинна місцевість, що оточує кратер Кейлі, отримала неофіційну назву «формація Кейлі». Припускається що подібні формації складені породами викинутими при утворенні місячних морів, у даному випадку Моря Дощів.
Сателітні кратери відсутні.